# Anna Sophia Berglund

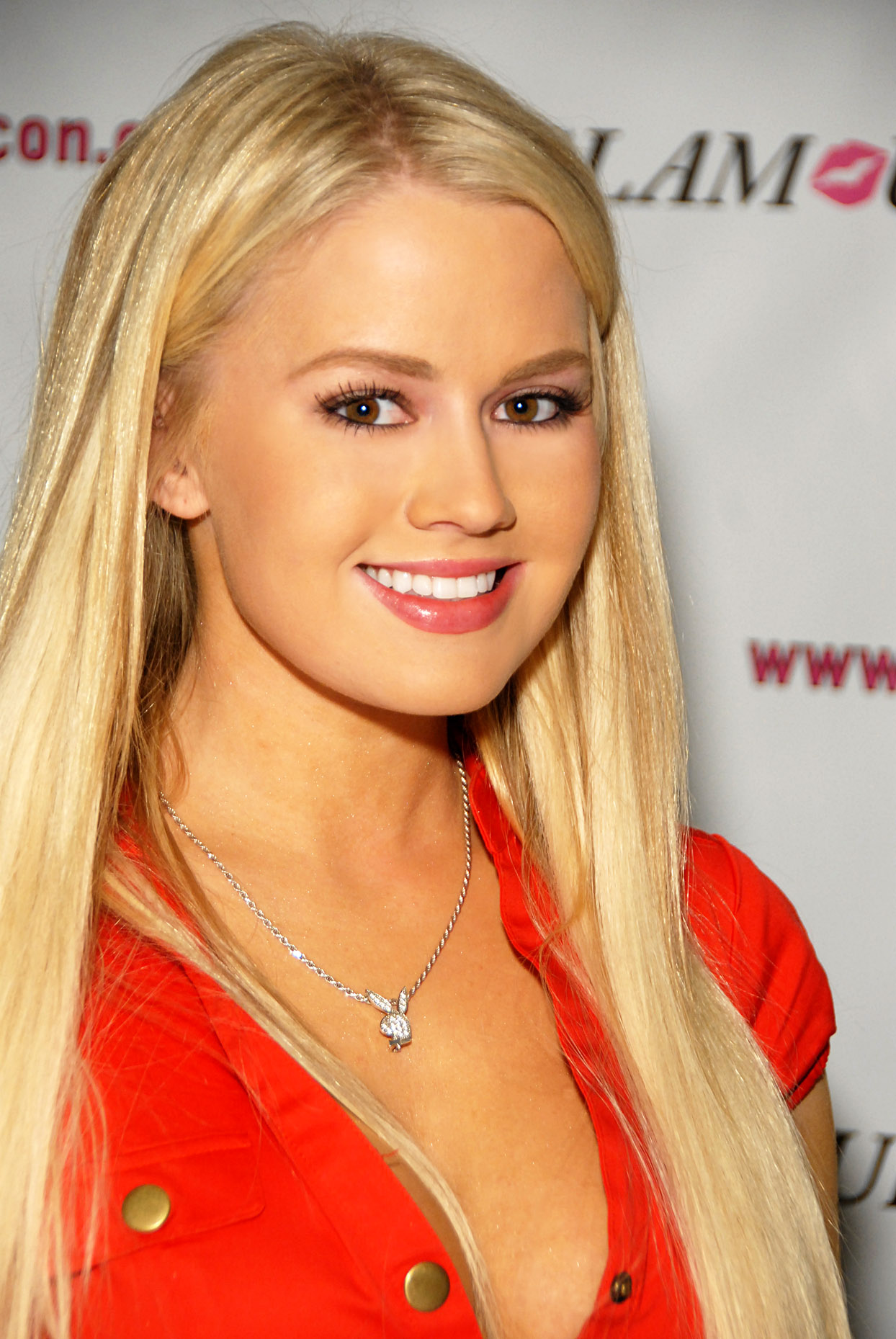
Anna Sophia Berglund (2011)

Anna Sophia Berglund (* 5. April 1986 in San Pedro, Los Angeles, Kalifornien, teilweise auch nur Anna Berglund, seit ihrer Eheschließung im Jahr 2018 auch Anna Sophia Berglund Oconnell) ist ein US-amerikanisches Model, Playmate und Schauspielerin.

## Karriere

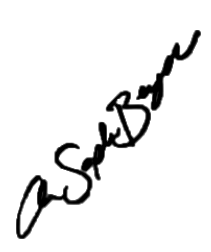
Anna Sophia Berglunds Unterschrift

Berglund begann ihre Schauspielkarriere im Jahr 2007 mit Kurzauftritten in einzelnen Episoden der Fernsehserien Desperate Housewives und Cavemen. 2008 war sie ferner in Episode 2x23 der Walt-Disney-Fernsehserie mit Miley Cyrus Hannah Montana zu sehen.
Seit dem Jahr 2009 steht Anna Sophia Berglund mit dem US-amerikanischen Playboy in Verbindung. So trat sie in vier Episoden der Fernsehserie The Girls of the Playboy Mansion auf, welche zuletzt das Leben von Playboygründer Hugh Hefner mit seiner Ehefrau Crystal Hefner und seinen Freundinnen Kristina und Karissa Shannon in der Playboy Mansion zeigte. 2010 folgte daraus resultierend unter anderem neben Hugh Hefner, Crystal Hefner, Jayde Nicole und Claire Sinclair ein größerer Auftritt Berglunds im Backdoor-Pilot zu The Girls of the Playboy Mansion, The Girls Next Door: The Bunny House. 2011 erschien sie zudem in Holly Madisons Fernsehserie Holly's World. Berglund war außerdem als Playmate aktiv: So war sie im Jahr 2011 als Playmate des Monats Januar im amerikanischen Playboy zu sehen.
Später trat Berglund überwiegend als Schauspielerin auf. Sie war dabei unter anderem neben Hugh Hefner und dessen Ehefrau Crystal Hefner in einem Werbespot der niederländischen Brauerei Bavaria zu sehen und verkörperte in der 2012 erschienenen Komödie Project X einen weiblichen Partygast der Feier des von Thomas Mann gespielten Protagonisten Thomas Kub. Dabei wird im Film auf Berglunds Playboykarriere Bezug genommen, indem JB (Jonathan Daniel Brown) bei dem Eintreffen der von Berglunds verkörperten Figur zu Costa (Oliver Cooper) sagt „Ich bin mir ziemlich sicher, dass das die aus dem Playboy ist“. Berglunds bislang letzter Schauspielauftritt erfolgte 2018 in dem US-amerikanischen Film Living Among Us.

## Persönliches
Berglund ist von schwedischer Abstammung und hat einen jüngeren Bruder. Nach ihrer Schulzeit studierte sie Schauspiel am Beverly Hills Playhouse, 2008 machte sie ihren Abschluss am University of California, Los Angeles im Fach Theater.
Im Jahr 2011 soll Anna Sophia Berglund kurzzeitig eine Beziehung mit Hugh Hefner geführt haben, nachdem sich dieser vorübergehend von seiner späteren Ehefrau Crystal Hefner trennte. Seit dem Jahr 2018 ist Berglund mit dem US-amerikanischen Schauspieler Charlie O’Connell verheiratet.

## Filmografie
Als Schauspielerin
- 2007: Desperate Housewives (Fernsehserie, eine Episode)
- 2007: Cavemen (Fernsehserie, eine Episode)
- 2008: Hannah Montana (Fernsehserie, eine Episode)
- 2008: Bad Mother’s Handbook (Fernsehfilm)
- 2009: Fired Up!
- 2012: Project X
- 2013: Amelia's 25th
- 2013: Unlucky Charms
- 2014: Space Station 76
- 2014: Dibs!
- 2015: Chocolate Milk Series (Fernsehserie, zwei Episoden)
- 2015: Hot Girls Get Away with Sh*t! (Fernsehserie)
- 2015: The Lost Tree
- 2016: The Taker
- 2016: Cartoon Hook-Ups (Fernsehserie, zwei Episoden)
- 2018: Living Among Us
- 2019: Staged Killer

Als sie selbst
- 2009–2010: The Girls of the Playboy Mansion (Doku-Soap, vier Episoden)
- 2010: The Girls Next Door: The Bunny House (Backdoor-Pilot)
- 2011: Holly's World (Doku-Soap, eine Episode)
- 2011: Hef's Runaway Bride (TV-Dokumentation)
- 2012: Party Like the Queen of France (Fernsehfilm)
- 2013: Funny: The Documentary (Dokumentation)
- 2016: Playboy's the Antiviral Show (Fernsehserie, eine Episode)
- 2017: Funny: The Documentary (Dokumentation)